# Joost de Haas
Joost de Haas (1962) is een Nederlands journalist. Hij is adjunct-hoofdredacteur van het dagblad De Telegraaf. Hij schrijft voornamelijk over binnenlandse onderwerpen. De Haas heeft diverse spraakmakende onthullingen en primeurs op zijn naam staan, maar werd ook diverse keren door de Raad voor de Journalistiek op de vingers getikt vanwege onzorgvuldige berichtgeving. De Haas won samen met zijn collega Bart Mos in 2006 de persprijs De Tegel in de categorie Nieuws/Print voor een artikelenreeks over de "AIVD-affaire".
De Haas studeerde rechten aan de Universiteit van Amsterdam.

## Onthullingen van De Haas
Voor weekblad Elsevier schreef De Haas in 1989 een artikel waarin hij de Amsterdamse kinderarts en kankerspecialist prof. dr. P.A. Voute beschuldigde van financieel wanbeheer en fraude bij de besteding van giften voor kankeronderzoek. Naar het oordeel van de Raad voor de Journalistiek (RvdJ) werden de aantijgingen in het artikel niet voldoende waargemaakt. In januari 1992 werkte De Haas voor De Telegraaf mee aan een artikel over camping Gran Bru in de Belgische Ardennen. De camping organiseert survivaltrainingen, volgens het artikel was het echter de "beruchtste camping van Wallonië door de aanwezigheid van geüniformeerde fanatiekelingen" en "verzameloord voor rechtse groepen". Een klacht bij de RvdJ wegens grievende en tendentieuze berichtgeving werd gegrond verklaard.
Met het Telegraaf-artikel "Marcel Wouda en Ronaldo klagen over clubarts – Nieuw seksschandaal bij PSV" in juni 2003 overschreed De Haas volgens de RvdJ de grenzen van hetgeen, gelet op de eisen van journalistieke verantwoordelijkheid, maatschappelijk aanvaardbaar is. In november 2005 stelde De Haas in het Telegraaf-artikel "Op kruistocht met de DUIVEL" dat Dries van Agt en Gretta Duisenberg begrip toonden voor zelfmoordaanslagen door Palestijnse terroristen, volgens de RvdJ was er voor deze bewering geen deugdelijke grondslag. De Haas en zijn collega Martijn Koolhoven werken voor hun artikelen over linkse organisaties samen met publicist Peter Siebelt. In het Telegraaf-artikel "De Tentakels van RaRa" uit 1993 suggereerde De Haas een directe lijn tussen de RAF, RaRa en vluchtelingenorganisaties. Volgens het artikel was er sprake van een "ondergronds solidariteitswerk met illegale vluchtelingen, gefinancierd door XminY", het netwerk zou "het 'Umfeld' van de RaRa" zijn.
Op 27 november 2006 werd De Haas samen met Telegraaf-collega Bart Mos door de rechter-commissaris in Den Haag in gijzeling genomen, omdat hij niet bekend wilde maken wat of wie zijn bronnen waren inzake een artikel over Mink Kok. Hij zat in de cel in de gevangenis van Scheveningen. Op 30 november werd hij vrijgelaten.

## Publicatie
- Joost de Haas over de AIVD-inval. In: De Journalist, vol. 114 (2009), afl. 12, pag. 21-22